# Flat coated retriever
Il Flat-Coated Retriever è un cane da caccia facente parte del gruppo dei Retriever.
La razza è un incrocio tra il setter irlandese e il Terranova (razza canina), sviluppandosi distintamente verso la fine del XIX secolo come cane da riporto di selvaggina, oggi utilizzato anche come cane da salvataggio in acqua. I colori ammessi sono il nero e il marrone (detto LIVER).
Il Flat Coated Retriever è di indole mansueta e gioiosa, perfetto "cane da famiglia" per giocare con adulti e bambini. Ha bisogno di spazi in natura per poter fare attività fisica ed esprimere il suo carattere giocherellone. 
Cugino del Labrador Retriever e del Golden Retriever, il Flat Coated Retriever è un cane affettuoso e socievole, che apprezza molto la compagnia degli umani e per questo motivo non ama trascorrere lunghi periodi da solo. 
Purtroppo il suo punto debole, comune anche al Bovaro del bernese, è di essere molto esposto al rischio di sviluppare il temibilissimo sarcoma istiocitico emofagocitico, che statisticamente riduce la speranza di vita di questa razza canina a circa 7/8 anni. 
Per questa ragione, e nonostante le ricerche ancora in corso, la popolazione di esemplari di questa razza è ancora relativamente esigua. Studi ripetuti, realizzati dall'Università di Cambridge (UK) e pubblicati regolarmente dalla Flat Coated Retriever Society , mostrano che fra tutte le cause di decesso i sarcomi pesano all'incirca il 70% del totale.